# ダンキラ
『ダンキラ!!! - Boys, be DANCING! -』（ダンキラ ボーイズビーダンシング）は、コナミデジタルエンタテインメントより配信されているスマートフォン用音楽ゲームアプリ。

## 概要
2019年5月21日サービス開始。共同制作にランド・ホー。
2019年1月24日より、公式ツイッターにて『ラフスケッチ ひとくちダンキラ!!!』を掲載。公式ツイッター及びマンガParkにて閲覧可能。また公式コミカライズ単行本には音声化されたCDが付属。
2019年6月8日よりマンガParkにて公式コミカライズが連載。現在マンガPark、単行本書籍にて閲覧可能。
2020年「月刊LaLa」5月号にて公式コミカライズ『ダンキラ!!!アドレナリンバースト』が連載開始。連載中にサービス終了が決定し、全3話にて終了。2020年8月31日までオフライン版アプリ内にて公開されていた。
2020年5月20日、サービス終了が告知される。
2020年8月5日にオンラインサービスを終了し、通信を行わずにプレイ可能なオフライン版へと移行した。
アプリ版の運営終了後もコラボカフェやグッズ展開、横須賀市とのコラボなどコンテンツが継続展開されている。

## 世界観
ダンスが身近になり、誰でもダンスを踊れる世界。ダンスとキラートリックによって勝敗を争う競技『ダンキラ』が世界中で大流行。ダンキラの名門校、紅鶴学園を舞台とし、少年たちの熱い戦いと絆が繰り広げられる。

## 登場人物

### メリーパニック
孤児院ひつじ館出身の三人からなるチーム。得意ダンスはヒップホップ。
朝日　ソラ（あさひ　そら）
声 - 梶原岳人
学年：中等部3年V組 / 身長：168cm / 体重：60kg / 血液型：B型 / 誕生日：8月20日 / 好き：牛丼・豚丼・親子丼 / 苦手：檻 / 趣味：オリジナルリズム体操づくり / 特技：早起き・匂いでご飯を当てること / 家族構成(実家)：不明 / ゴールドハイム：101号室
センター。
夜野零士（やのれいじ）
声 - 室元気
学年：高等部1年J組 / 身長：176cm / 体重：68kg / 血液型：A型 / 誕生日：11月24日 / 好き：節約・キューブパズル / 苦手：時間とお金の浪費 / 趣味：地図を読むこと / 特技：家事全般 / 家族構成(実家)：父（故）・母（故）・兄 / ゴールドハイム：303号室
レフト。
日向まひる（ひなたまひる）
声 - 児玉卓也
学年：中等部3年V組 / 身長：172cm / 体重：60kg / 血液型：AB型 / 誕生日：3月20日 / 好き：アゲハ様・ショートムービーの投稿 / 苦手：既読スルー / 趣味：フリマアプリ・ネイル / 特技：自撮り・SNSの即レス / 家族構成(実家)：父（行方不明）・母（行方不明） / ゴールドハイム：202号室
ライト。

### エトワール
スーパーセレブ３人からなるチーム。得意ダンスはバレエ。
月光院ノエル（げっこういんのえる）
声 - 松岡禎丞
学年：中等部3年V組 / 身長：163cm / 体重：50kg / 血液型：B型 / 誕生日：12月11日 / 好き：アフタヌーンティー / 苦手：ピーマン・ワサビ・納豆・コーヒー / 趣味：ガラス細工集め / 特技：乗馬・英語・フランス語 / 家族構成(実家)：祖母・父・母・姉2人 / ゴールドハイム：310号室
センター。
紫藤晶（しどうあきら）
声 - 立花慎之介
学年：高等部1年M組 / 身長：181cm / 体重：71kg / 血液型：O型 / 誕生日：2月17日 / 好き：自分・ファンであるレディ達 / 苦手：なし / 趣味：B級グルメ発掘 / 特技：サロン・ド・アキラ（お茶会）の開催 / 家族構成(実家)：父・母 / ゴールドハイム：207号室
レフト。
影宮蛍（かげみやけい）
声 - 豊永利行
学年：高等部1年J組 / 身長：178cm / 体重：69kg / 血液型：A型 / 誕生日：6月27日 / 好き：掃除・除菌 / 苦手：ゴミ・家族 / 趣味：読書 / 特技：チェス / 家族構成(実家)：祖父・父・母・弟 / ゴールドハイム：206号室
ライト。

### シアターベル
学園の人気者3人からなるチーム。得意ダンスはジャズダンス。
八神創真（やがみそうま）
声 - 浪川大輔
学年：高等部2年W組 / 身長：178cm / 体重：70kg / 血液型：B型 / 誕生日：7月20日 / 好き：フルーツ(特にさくらんぼ) / 苦手：作物を荒らす害獣 / 趣味：フルーツを使ったレシピ作成・家庭菜園 / 特技：ジャズピアノ / 家族構成(実家)：養父・養母 / ゴールドハイム：303号室
センター。
椿聖人（つばきせいと）
声 - 杉山紀彰
学年：高等部3年B組 / 身長：180cm / 体重：71kg / 血液型：O型 / 誕生日：5月12日 / 好き：コーヒー・ホラー映画 / 苦手：かたい食べ物 / 趣味：オカルト・温泉巡り / 特技：神出鬼没 / 家族構成(実家)：父・母・弟 / ゴールドハイム：106号室
レフト。
三木望（みきのぞむ）
声 - 榎木淳弥
学年：高等部2年Q組 / 身長：176cm / 体重：65kg / 血液型：O型 / 誕生日：11月11日 / 好き：パーティー・カラオケ・ダーツ / 苦手：おばけ / 趣味：放送委員の活動・ミュージカル鑑賞 / 特技：占い・人にあだ名を付けること / 家族構成(実家)：父・母・姉2人 / ゴールドハイム：309号室
ライト。

### 三千世界
道場出身の幼馴染3人からなるチーム。得意ダンスは武術ダンス。
源光国（みなもとみつくに）
声 - 古川慎
学年：高等部2年W組 / 身長：177cm / 体重：69kg / 血液型：O型 / 誕生日：6月13日 / 好き：「心技体」という言葉 / 苦手：敵前逃亡 / 趣味：修行（特に滝行） / 特技：書道 / 家族構成(実家)：父・母・姉 / ゴールドハイム：309号室
センター。
若草ゆかり（わかくさゆかり）
声 - 永塚拓馬
学年：中等部1年L組 / 身長：160cm / 体重：50kg / 血液型：A型 / 誕生日：9月18日 / 好き：たくましい筋肉 / 苦手：脂肪 / 趣味：ブラックテールの動画視聴 / 特技：歌・キーボード演奏 / 家族構成(実家)：父・母・姉・兄 / ゴールドハイム：310号室
レフト。
霧山おぼろ（きりやまおぼろ）
声 - 増田俊樹
学年：高等部2年Q組 / 身長：174cm / 体重：65kg / 血液型：A型 / 誕生日：4月28日 / 好き：パルクール / 苦手：注目されること / 趣味：植物を育てること / 特技：オカリナ / 家族構成(実家)：父・母・弟 / ゴールドハイム：106号室
ライト。

### TOXIC
デザイナーである蛇ノ目シキをリーダーに、モデルの２人からなるチーム。あくまでシキのブランドの宣伝を目的とする。得意ダンスはヴォーグダンス。
蛇ノ目シキ（じゃのめしき）
声 - 平川大輔
学年：高等部1年M組 / 身長：180cm / 体重：72kg / 血液型：A型 / 誕生日：4月12日 / 好き：閃いた時の快感 / 苦手：退屈 / 趣味：衣装デザイン / 特技：見た目から身長・体重・3サイズを当てること / 家族構成(実家)：不明 / ゴールドハイム：206号室
センター。
紅アゲハ（くれないあげは）
声 - 興津和幸
学年：高等部2年Q組 / 身長：182cm / 体重：68kg / 血液型：AB型 / 誕生日：10月9日 / 好き：美形 / 苦手：美しくないもの / 趣味：コスメ集め・美容関連の情報収集 / 特技：ヨガ・ポールダンス / 家族構成(実家)：母 / ゴールドハイム：202号室
レフト。
毒島九十九（ぶすじまつくも）
声 - 前野智昭
学年：高等部3年X組 / 身長：187cm / 体重：87kg / 血液型：B型 / 誕生日：1月12日 / 好き：プロテイン（ココア味）・カツカレー / 苦手：うるさい女・牛乳 / 趣味：筋トレ / 特技：ベンチプレス150kg / 家族構成(実家)：父・母・弟4人（八十八、六十六、五十五、三十三）・妹2人（七十七、四十四） / ゴールドハイム：102号室
ライト。
七人兄弟の長男。兄弟年齢は上から、中学３年、中学１年、小学５年、小学３年、小学１年、４歳。

### B.M.C.
荒くれダンサー連合・黒流星のTOP3人からなるチーム。得意ダンスはブレイクダンス。
破走ギンコ（はばしりぎんこ）
声 - 武内駿輔
学年：高等部3年B組 / 身長：186cm / 体重：84kg / 血液型：A型 / 誕生日：9月6日 / 好き：星・辛いもの / 苦手：甘いもの / 趣味：バイクツーリング / 特技：たこ焼きを焼くこと / 家族構成(実家)：父・母・弟 / ゴールドハイム：102号室
センター。
愛宕蓮太郎（あたごれんたろう）
声 - 小林千晃
学年：高等部1年M組 / 身長：175cm / 体重：61kg / 血液型：AB型 / 誕生日：1月31日 / 好き：ゲーム・夜ふかし / 苦手：日光・人混み / 趣味：ロボットの模型作り / 特技：ホバーボード（自ら改造も）・パソコン / 家族構成(実家)：父・母 / ゴールドハイム：207号室
レフト。
椿賢人（つばきけんと）
声 - 田丸篤志
学年：高等部1年J組 / 身長：175cm / 体重：67kg / 血液型：O型 / 誕生日：8月4日 / 好き：ギンコさん・ハンバーガー / 苦手：犬 / 趣味：マンガ・ライブ参戦 / 特技：マンガの速読み / 家族構成(実家)：父・母・兄 / ゴールドハイム：101号室
ライト。
聖人の弟。

### その他の登場人物
富良見豪（ふらみごう）
声 - 高岡瓶々
紅鶴学園の学園長。
新郷アカシ（しんごうあかし）
声 - 池田恭祐
ゴールド生入りを目指す三つ子のダンサー｢シグナルブラザーズ｣の一人。長男。
新郷アオシ（しんごうあおし）
声 - 鈴木崚汰
次男
新郷キタロウ（しんごうきたろう）
声 - 山口智広
三男
紫藤ローザンヌ
声 - 拝真之介
晶のペット。大型犬。ゴールドハイム207号室に共に暮らす。
破走ベガ
声 - 武内駿輔
ギンコのペットで心友。フェネックのオス。名前の由来は七夕の日に拾ったことから。
五里河原ツトム（ごりがわらつとむ）
声 - 矢野正明
デザイナー。
夢山ロマン（ゆめやまろまん）
声 - 佐々木義人
黒流星と対立していた怒理威武（どりーむ）のヘッド。最後にはギンコたちとのダンキラで改心した。
大森ビリー
声 - 林大地
ビリーズバーガーの店主。
影宮カブト
声 - 長谷徳人
蛍の祖父。
月光院正義
声 - 矢野正明
ノエルの父。

## オフライン版
2020年8月5日をもってオンラインサービスを終了し、翌日6日にオフライン版が配信。ストーリーの追加や新曲や新機能などが追加された。サービス終了後も「オフライン版」にアップデートすることにより、プレイデータ（一部を除く）を継承し、引き続きリズムゲーム・ストーリー・キャラクター育成などを楽しむことが可能。プレイデータのバックアップを行うことで、端末を紛失した場合や新しい端末に変更した場合に、バックアップ時点でのプレイデータをダウンロードして復元することが可能。
主な変更点

- 新ワークスの追加（「素晴らしい世界を ～ミュージカル『セブンズ・オリジン』より～」、「Challenger」の2曲。）
- アレンジ楽曲の常設追加。
- ダンキラをプレイした際に、アクア、黄金のシューズ、ドロップ、トレーニングノート、紅鶴シールが入手可能に。
- ストーリー（最終章まで）の追加。
- イベントストーリーがアクア消費で解放できるようになった。
- ガチャに新カードが追加。また、曜日によってキャラクターPU率が変化するようになった。
- ソウルリンクLv達成報酬に、キラートリック、ボイス、ウェア、楽曲、称号が追加。
- 紅鶴シールの実装。交換所にてカードと交換可能。
- 「カード交換」「キラートリック交換」「ウェア交換」「ボイス交換」を追加。
- ホームにおける季節ボイスの追加。（春夏秋冬の四季×３種類。春：３月～５月、夏：６月～８月、秋：９月～11月、冬：12月～2月の間にホーム画面にて再生可能。他、バレンタインの会話、ホワイトデーの会話、アニバーサリーの会話なども時期に合わせて再生可能になっている）
- 視聴ルームにてワークス全曲のFull版が公開。
- メインストーリーを読むと獲得できる報酬が追加。
- 課金システムの廃止（有償アクアの販売終了）。
- ミッションの廃止。これにより、ミッションで入手可能だった★1、2カードは交換所でのみ入手可能になった。
- 当番システムを廃止。
- スタミナ制を廃止。

## 用語
ダンキラ
ダンス＆キラートリックの略。全世界で流行している競技。CLAP!!!の数によって勝敗が決まる。
紅鶴学園
全国に名の知れたダンキラアカデミー。幼稚舎からある名門校。ちなみに紅鶴とはフラミンゴのことであり、校章などのモチーフに用いられている。
ワークス
楽曲と振り付けがセットになった作品のこと。自然と踊りたくなる不思議な作用がある。
キラートリック
ダンキラ中に任意のタイミングで１度だけ発動できるアピール協力技。
ゴールド生
紅鶴学園における特待生。授業料が免除される。
コーチ
ダンサーのサポートをする。プレイヤーは紅鶴学園コーチ科に通い、ゴールド生たちを一人前のダンサーに育て上げることを目的とする。
楽曲
ダンサーの振り付けの練習に使われる。BEMANIシリーズからの移植曲。
紅鶴学園都市
紅鶴学園がある町。横須賀市がモデルとなっている。
ゴールドハイム
紅鶴学園のゴールド生たちが暮らす寮。聖人が寮長をつとめる。食堂や大浴場、プールなどが備わっている。

## ゲーム関連用語
アクア
購買部で使える。ダンキラ終了後に入手可能。オフライン版は課金不可であるためダンキラが唯一の入手手段となる。
紅鶴シール
交換所で任意のカードと交換できる。ダンキラにて入手可能。
強化ギプス
難易度HARDよりも高難易度の譜面で遊べるアイテム。
プレゼント
ソウルリンク経験値を上げるためのアイテム。オフライン版では購買部からのみ入手可能。渡すプレゼントによってボイスが変化する。
ドロップ
カードツリーを開放するためのアイテム。ダンキラ終了後と購買部で入手可能。
ソウルリンク
キャラクター同士における絆ポイント。一定のレベルに達すると、ボイスやストーリー、ウェア、楽曲が解禁される。
アドレナリンバースト
ガチャにて限界突破上限に達したカードを引いた場合貯まる。バースト突破するとダンキラ時の背景が変わる(選択可能)。
オートチケット
ダンキラをオート周回するためのアイテム。一度に30回まで設定できる。

## 収録楽曲
一部楽曲はJOYSOUNDにて配信中。
NEED THE POWER
歌:Steven McNair、作詞:Steven McNair、作曲:平田祥一郎、編曲:平田祥一郎
SO DANCE!
歌:Florence McNair、作詞:Florence McNair、作曲:NOBB-D、編曲:NOBB-D
ポップンミュージックとの楽曲コラボでポップンにも収録された。
バレエ『宝石』組曲より 祝宴
作曲:林そよか、編曲:塚田忠昭
It's SHOW TIME
作曲:堀田星司、編曲:堀田星司
絆、知りそめし季節
歌:若草 ゆかり(CV:永塚拓馬)、作詞:若草 ゆかり、作曲:石川陽泉、編曲:石川陽泉
作中ではゆかりが作詞作曲をしたと紹介されている。
絡みつく毒は美しき旋律
歌:AKINO LEE、作詞:岩崎 零、作曲:K.N.D、編曲:小高光太郎
NO FEAR
歌:Victor Newman、作詞:Victor Newman、作曲:片山メタノ、割田康彦、編曲:片山メタノ
PAYA❤PAYA
歌:Kanae Asaba、作詞:昆真由美、Yuma Tanimoto、作曲:Shouya Namai、編曲:Shouya Namai
Heartbeat Blast
歌:高桑雅信、作詞:音無シンヤ、作曲:山上智矢、編曲:佐々木聡作
ポップンミュージックとの楽曲コラボでポップンにも収録された。
ナマステ☆ダンシング(原題：आओ नाचो)
歌:Tea、作詞:Tea、作曲:ラムシーニ、編曲:ラムシーニ
ポップンミュージックとの楽曲コラボでポップンにも収録された。
My World
歌:Francesca Nelson（Ces）、作詞:Francesca Nelson（Ces）、作曲:平田祥一郎、編曲:平田祥一郎
AVENGER'S ROAR
歌:STEVIE、作詞:アネモネ・モーニアン、佐々木聡作、作曲:佐々木聡作、内藤真太郎、編曲:佐々木聡作
Risky Business
歌:Jovette Rivera、作詞:Jovette Rivera、作曲:山上智矢、編曲:佐々木聡作、山上智矢
精霊のミュゼット
歌:Beatrix Fife、作詞:DOMINIQUE CHAGNON、作曲:lull、編曲:佐々木聡作、lull、杉山卓
素晴らしい世界を ～ミュージカル『セブンズ・オリジン』より～
歌:中西勝之、安部三博（コーラス：菅原さおり、木南清香、柳本奈都子、國土佳音、篠田裕介、町田慎之介、佐々木聡作）、作詞:音無シンヤ、作曲:割田康彦、編曲:タカノユウヤ
Challenger
歌:若草 ゆかり(CV:永塚 拓馬)、作詞:若草 ゆかり、作曲:Yoshihiro Hara、編曲:要田健
絆、知りそめし季節 ～源 光国ver.～
歌:源 光国(CV.古川 慎)、作詞:若草 ゆかり、作曲:石川陽泉、編曲:石川陽泉
光国が紅鶴のど自慢大会に参加した際にその歌声を聞いたダンキラ協会の人が企画してくれた。
バイラドール
歌:増倉義将、Makoto、作詞:Makoto、作曲:三森森三、編曲:三森森三、太田雄大
紅鶴サンバ
歌:紅鶴サンバ合唱団、作曲:菊花ゆい、田畑奏、編曲:菊花ゆい、田畑奏
Set me free
歌:Julianne Spicer、作詞:Julianne Spicer、作曲:lull、編曲:ラムシーニ、lull
Who Wants 2 Party
歌:Motonori Kitai、作詞:アネモネ・モーニアン、作曲:玉木千尋、編曲:玉木千尋
Boys and Games
作曲:ike^3、編曲:Dr.2A03、割田康彦
Heartbeat Blast ～ハロウィンver.～
歌:高桑雅信、作詞:音無シンヤ、作曲:山上智矢、編曲:佐々木聡作
PAYA♥PAYA ～クリスマスver.～
歌:Kanae Asaba、作詞:昆真由美、Yuma Tanimoto、作曲:Shouya Namai、編曲:黒川陽介、Shouya Namai

## CD
『ダンキラ!!! Music Collection』
発売日：2020年06月10日（GFCA482-84）
収録内容：ワークス楽曲14曲 Full版、Off Vocal版、Short版/「B's LOG」掲載の同室メンバーインタビューを音声化。
『ダンキラ!!! Music Collection Vol.2』
発売日：2020年11月18日（GFCA493-96）
収録内容：ワークス＆アレンジ楽曲全10曲 Full版、Short版、Off Vocal版、BGM全86曲
ダンス映像24本、特典映像（TGS2018ショーケース映像、未公開プロモーション映像６本）
新規シナリオ「愛の♡フラワー・ブライダル」をブックレットに掲載

## 関連イベント・コラボレーション
- 2018年9月20日～9月23日『東京ゲームショウ2018』出展。[9]
- 2018年11月10日～11日「アニメイトガールズフェスティバル2018（AGF2018）」出展。[10][11][12]
- 2019年2月9日～10日「アトラクションフェスタ」参加。[13]
- 2019年6月6日～9月2日カラオケの鉄人とのコラボ。[14]
- 2019年11月9日～10日「アニメイトガールズフェスティバル2019（AGF2019）」出展。[15][16][17]
- 2019年8月2日～22日池袋P'PARCOにて初のポップアップショップ「紅鶴学園どきどきバザー in 池袋」開催。[18]
- 2019年8月9日～9月15日「アニメイトカフェキッチンカー」コラボ[19]
- 2019年9月15日「東京ゲームショウ2019」出展。[20][21]
- 2019年12月6日～22日ホビーショップあみあみにて「紅鶴学園どきどきクリスマスマーケット in あみあみ」にて店頭フェア開催。12月8日にはトークイベントも開催。[22]
- 2019年12月7日～26日「STELLAMAP Cafe」にてコラボカフェ開催。[23]
- 2020年3月12日～3月26日初の聖地巡礼イベント開催。[24]ポップアップショップ「紅鶴学園どきどきバザー in 横須賀」[25]、コラボグルメスタンプラリーも開催。またゲーム内でモデルとされているスポットを紹介する『紅鶴学園都市×横須賀市 横須賀お散歩マップ』も配布を開始。現在お散歩マップは公式HPにて公開中。本来は29日までの開催の予定だったが、新型コロナウィルス感染拡大を受けて26日までで中止となった。
- 2020年2月25日～3月18日「STELLAMAP Cafe」にて第２回目のコラボカフェ開催。
- 2020年3月5日ポップンミュージックとの楽曲コラボが決定。[26][27]
- 2020年8月5日ポップンミュージックとの楽曲コラボ第2弾が決定。[28]
- 2020年8月27日LINEスタンプ発売。[29]
- 2020年11月21日～29日横須賀モアーズシティにて、第2回目となるポップアップショップ「また来た！紅鶴学園どきどきバザー in 横須賀」開催。[30]
- 2020年12月18日～2021年1月24日ナンジャタウンにて「ダンキラ!!! in ナンジャタウン～ねこねこ・ダンキラ・パーティー～」開催。[31][32]
- 2021年3月12日～4月25日カラオケの鉄人とのコラボ第2弾「また来た！ダンキラ!!!×カラ鉄 ～Happy Valentine's Day～」開催。本来30日まで開催の予定だったが、休止となった。[33]→2021年9月17日～10月11日まで内容を変更して再開が決定。
- 2021年3月27日～4月4日横須賀モアーズシティにて、第3回目となるポップアップショップ「紅鶴学園どきどきバザー in 横須賀」開催。[34]
- 2021年6月9日～28日アニメイトカフェ池袋4号店にてコラボ開催。これに合わせて２周年イラストが公開。[35]
- 2021年7月22日～8月15日「よこすか海のアニメカーニバル」参加予定だったが、開催延期。[36]→同年11月13日～28日に開催変更。
- 2021年7月22日～8月4日池袋P'PARCOにて第4回目となるポップアップショップ「紅鶴学園どきどきバザー in 池袋」開催。[37]
- 2021年7月22日～8月22日アニメイトカフェグラッテとのコラボ開催。[38]
- 2021年11月13日～28日「よこすか海のアニメカーニバル」にて「海アニスタンプラリー」参加、「紅鶴学園どきどきバザー」開催。
- 2022年6月21日～7月31日カラオケの鉄人とのコラボ第3弾「ダンキラ!!! - Boys, be DANCING! -×カラオケの鉄人 - Boys, be FESTIVAL! - 」開催。初のコンセプトルームも登場。[39]
- 2022年6月21日～7月31日まねきねことの初のコラボ「ダンキラ!!!-Boys,be DANCING!-×まねきねこ- Boys,be FESTIVAL!-」開催。[40]
- 2022年6月24日～7月3日「ダンキラ!!!×横須賀 コラボグルメスタンプラリー」が復刻開催。2020年3月の中止から約2年ぶり。[41]
- 2022年6月25日～7月3日横須賀モアーズシティにて、実質第5回目となるポップアップショップ「紅鶴学園どきどきバザー in 横須賀」開催。同時期開催の復刻グルメスタンプラリーとは１日違い。[42]

## 小ネタ
- タイトル画面にてコナミコマンドを入力(上下左右にスワイプし副題のBとAをタップ)すると、再度キャラクターのタイトルコールが聞ける。
- 蓮太郎のキラートリック、神プレイ内で使用されているSEがグラディウスのもの。
- 試着室にて一定の時間キャラクターモデルを回転させると悲鳴が聞ける。

### 関連書籍
- 池ジュン子 / 株式会社コナミデジタルエンタテインメント『ダンキラ!!!公式コミック&ガイド ドラマCD付き メリーパニック・エトワール編』白泉社、2020年。ISBN 978-4592106173。
- 藤原ヒロ / 株式会社コナミデジタルエンタテインメント『ダンキラ!!!公式コミック&ガイド ドラマCD付き シアターベル・TOXIC編』白泉社、2020年。ISBN 978-4592106180。
- 弓きいろ / 株式会社コナミデジタルエンタテインメント『ダンキラ!!!公式コミック&ガイド ドラマCD付き 三千世界・B.M.C.編』白泉社、2020年。ISBN 978-4592106197。